# Odruch Fergusona
Odruch Fergusona – odruch neuroendokrynny u ssaków, w tym ludzi, który polega na samowystarczalnym cyklu skurczów porodowych macicy, zainicjowanych przez nacisk na szyjkę macicy lub ściany pochwy. Odruch Fergusona jest inaczej nazywany odruchem wyparcia płodu.
Odruch Fergusona jest przykładem pozytywnego biofeedbacku. Mechanizm działania odruchu wyparcia płodu opiera się na zwiększonym poziomie oksytocyny  w organizmie. W momencie zwiększenia stężenia adrenaliny we krwi, poziom oksytocyny nie jest wystarczający, aby zainicjować ten odruch, a jego zablokowanie skutkuje koniecznością sztucznego parcia podczas porodów u ludzi. Sytuacja taka istnieje w przypadku większości porodów w szpitalach, w związku z psychologicznym oddziaływaniem ostrego światła, nieznanego środowiska oraz grupy obserwujących obcych. W przyrodzie są to czynniki zagrożenia, dzięki którym samica może powstrzymać poród na czas ucieczki przed drapieżnikami do momentu odnalezienia bezpiecznej kryjówki. Odruch Fergusona jest głośno dyskutowany w położnictwie zachodnioeuropejskim, zwłaszcza Francji, Holandii i Wielkiej Brytanii, gdzie wzrasta procent porodów naturalnych, w tym porodów domowych oraz porodów w wodzie. Kobiety, które przeżyły takie porody, często wypowiadają się na temat samoistnego urodzenia się ich dziecka, bez konieczności parcia czy wykonywania specjalnych oddechów.
W Polsce ze względu na dużą przewagę porodów w szpitalu, przy użyciu znieczulenia oraz cesarskiego cięcia, odruch Fergusona nie jest znany w domenie publicznej, natomiast jest on kluczowy dla wysokiego procenta porodów domowych na Zachodzie, w których najczęściej lekarz nie jest obecny podczas porodu, lecz tylko położne. Zgodnie z obserwacjami Odenta, u kobiet, które rodzą w przyjaznych warunkach, takich jak specjalnie zaprojektowane pokoje porodowe, gdzie nie ma niepokojących sprzętów medycznych, obcych obserwatorów czy ostrego światła szpitalnego, zdarza się, choć rzadko, wystąpienie odruchu Fergusona. Dla obserwatora, kobieta w tym stanie wyłącza się spod kontroli nowej kory mózgowej, wydaje się być "na innej planecie", wypowiadając przypadkowe słowa lub urywkowe proste zdania, może zachowywać się w sposób wyjęty z ustalonego porządku społecznego, w tym nie hamując swoich odruchów fizjologicznych i przyjmując pozycję kucającą lub na czworaka. W takim wypadku druga faza porodu trwa zaledwie kilka minut i nie wymaga instruowania kobiety, aby parła, gdyż dziecko zostaje wyparte z macicy. Odent zwraca uwagę, że mówienie do kobiety językiem racjonalnym może powodować zanik tego odruchu i stanowić przeszkodę w szybkim, bezbolesnym i ekstatycznym porodzie.
W podręczniku dla rodzących kobiet Marie F. Mongan opisuje ten odruch następująco: "Naturalny odruch wyparcia płodu (ang. skrót FER) z ciała matki rytmicznie porusza dziecko w dół kanału porodowego do ujścia pochwy, bez potrzeby wymuszonego parcia. Częstotliwość bicia serca dziecka pozostaje równomierna, a dziecko jest w pełni dotlenione. Dziecko rodzi się w dobrym samopoczuciu".

## Badania
Oryginalnie badania przeprowadzono na znieczulonych królikach. Badania wykazały również, że u owiec odruch Fergusona jest zupełnie zablokowany przy zastosowaniu znieczulenia zewnątrzoponowego. W swoich słynnych badaniach na myszach, Niles Newton z zespołem badaczy w latach 60. zademonstrowała istotny wpływ kory mózgowej na odruch Fergusona. To właśnie badania Niles Newton przyczyniły się do powstania terminu "odruch wyparcia płodu". Powstały także badania anestezjologiczne wpływu znieczulenia zewnątrzoponowego na odruch wyparcia płodu u człowieka, a jak podaje Reinhard Larsen: "Znieczulenie zewnątrzoponowe blokując dośrodkową drogę odruchu Fergusona może wskutek tego osłabiać samoistne skurcze parte".